# Квантовый человек: жизнь Ричарда Фейнмана в науке
Квантовый Человек: Жизнь Ричарда Фейнмана в Науке — восьмая научно-популярная книга американского физика-теоретика Лоуренса М. Краусса. Первоначально текст был опубликован 21 марта 2011 года компанией WW Norton & Company. ЖурналPhysicsWorld назвал её «Книгой Года-2011». В этой книге Краусс концентрируется на научной биографии физика Ричарда Фейнмана.

## Обзор
Имея такой материал, можно сделать биографию захватывающим чтением, и у «Квантового Человека» нет недостатка в интригующих событиях и прозрениях. Мы чувствуем кипучую энергию и сводящую с ума непочтительность к авторитетам, которые определили его характер.
Проблема в том, что Краусс — тоже физик-теоретик — слишком сильно концентрируется на науке, а не на жизни Ричарда Фейнмана. Он кажется чрезмерно обеспокоенным тем, что выходки его персонажа могут отвлечь читателей от полной оценки квантовой физики, тайного мира, которым правит Фейнман, но который сбивает с толку большинство других людей. В результате нам предоставляются страницы и страницы, посвященные мелочам взаимодействия электронов и обмена фотонами в ущерб человеческому интересу. В результате получается книга, которая воздаёт справедливость Фейнману-учёному, но мало говорит о нём как о личности.
—The Guardian
Оригинальный текст (англ.)Armed with material like this, any biography is going to be an attractive proposition, and Quantum Man certainly has no shortage of intriguing anecdotes and insights. We get a feel for the ebullience, as well as the maddening irreverence, that defined his character.

The problem is that Krauss – also a theoretical physicist – concentrates a little too heavily on the science, rather than the life, of Richard Feynman. He seems overly concerned that his subject's antics might distract readers from fully appreciating quantum physics, an arcane world that Feynman ruled but which baffles most others. As a result, we are presented with pages and pages on the minutiae of electron interactions and photon exchanges at the expense of any human interest. The result is a book that strains to do intellectual justice to Feynman the scientist but leaves him short-changed as a rounded personality.